# Incrustocalyptella
Incrustocalyptella is een geslacht van schimmels behorend tot de familie Cyphellaceae. De typesoort is Incrustocalyptella columbiana.

## Soorten
Volgens Index Fungorum telt het geslacht drie soorten (peildatum april 2023):
| Soortnaam                     | Auteur(s) | Publicatiejaar |
| ----------------------------- | --------- | -------------- |
| Incrustocalyptella columbiana | Agerer    | 1983           |
| Incrustocalyptella hapuuae    | Desjardin | 1994           |
| Incrustocalyptella orientalis | Desjardin | 2000           |